# Gladstone Guest
Gladstone Guest (26 tháng 6 năm 1917 – 17 tháng 7 năm 1998) là một cầu thủ bóng đá người Anh.
Trong 10 năm của Guest ở Rotherham ông có 358 lần ra sân và ghi được 130 bàn, giúp ông trở thành cầu thủ ghi nhiều bàn nhất mọi thời đại của Rotherham United.